# ۹۷۴ (میلادی)
۹۷۴ (میلادی) نهصد و هفتاد و چهارمین سال تقویم میلادی است.

## درگذشتگان
‎